# Pilotis

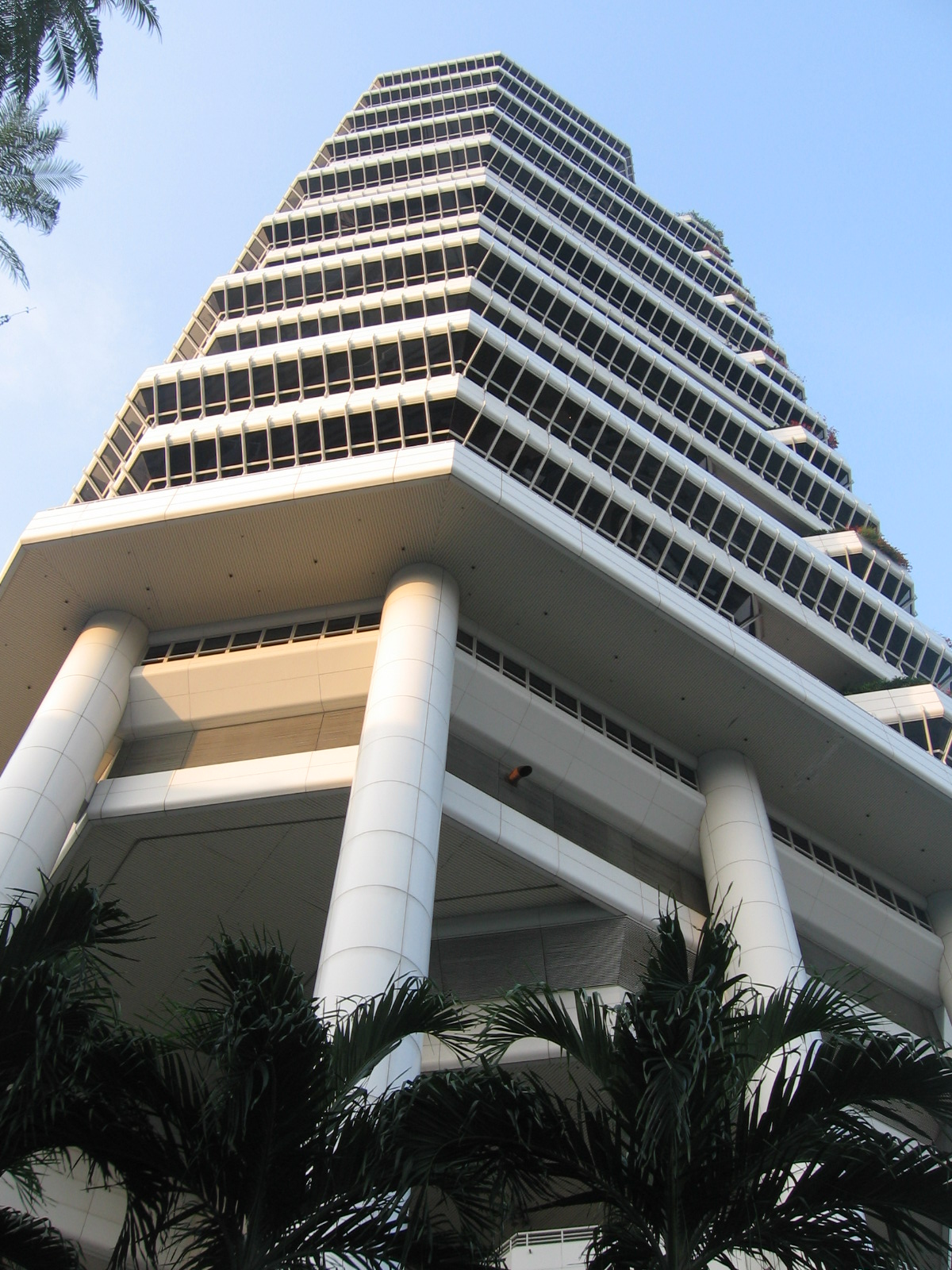
The Concourse en Singapur, diseñado por Paul Rudolph, se apoya sobre grandes pilotis.

Los pilotis son apoyos tales como columnas, pilares o zancos que elevan un edificio por encima del nivel del terreno o del agua. Se encuentran en viviendas tradicionales sobre zancos como las cabañas de madera de pescadores de Asia y Escandinavia, en los palafitos y en casas elevadas como las Queenslanders en Australia.

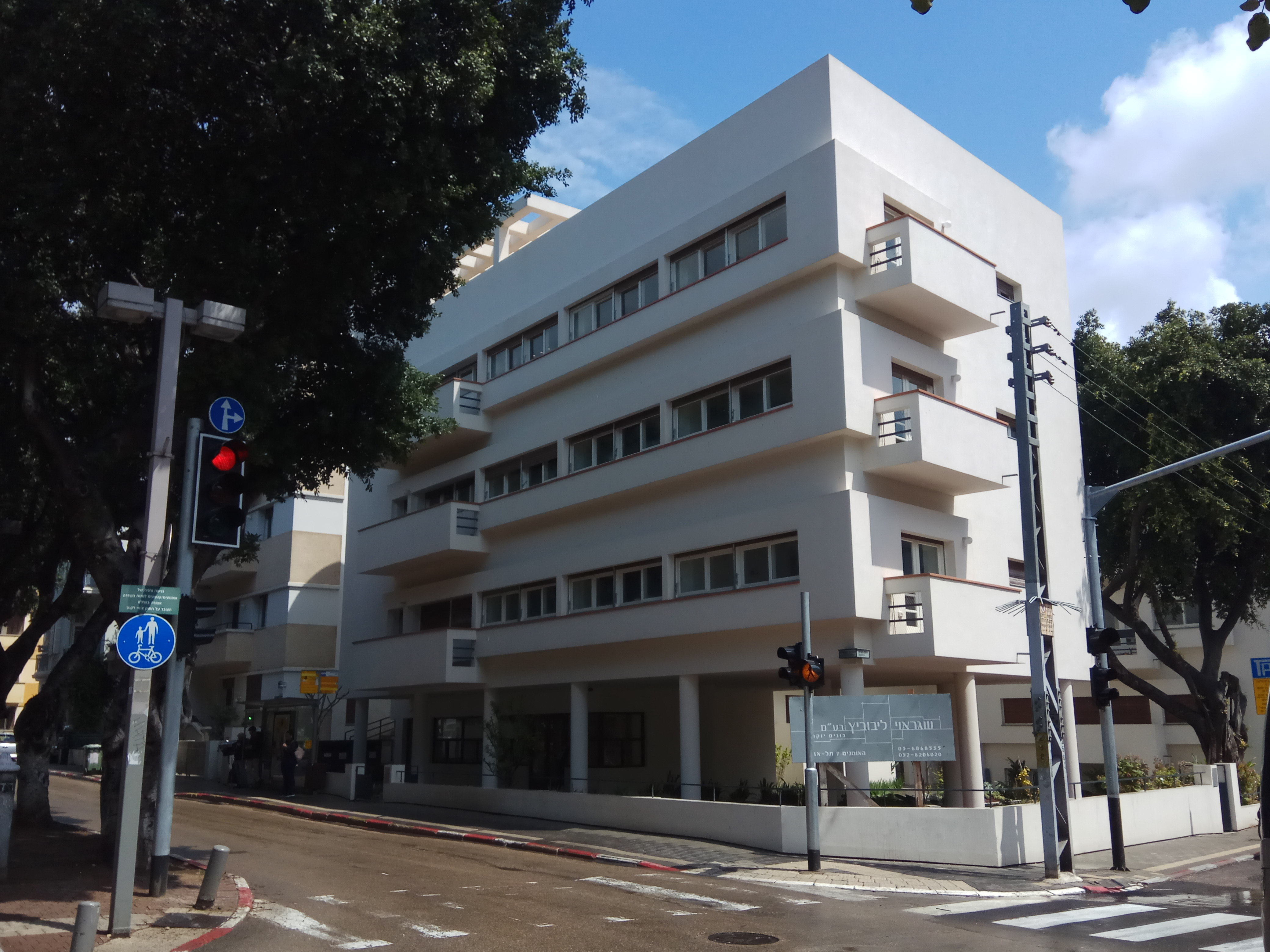
Engel House en la Ciudad Blanca de Tel Aviv, diseñada por Zeev Rechter en 1933. Primer edificio de Tel Aviv construido sobre pilotis.

## Función
En la arquitectura moderna, los pilotis son columnas de apoyo situadas en la planta baja. Dos de los mejores ejemplos son la Villa Savoye de Le Corbusier en Poissy, Francia y The Homewood de Patrick Gwynne en Surrey, Inglaterra.
Aparte de su función estructural, los pilotis elevan el volumen arquitectónico, lo hacen más ligero y liberan espacio para circulaciones bajo la construcción. Mejoran la conectividad del edificio con el terreno permitiendo aparcamiento, jardines o entradas de coches al mismo tiempo que permiten un sentido de ligereza de la propia arquitectura. En zonas propensas a huracanes, los pilotis se pueden usar para elevar el espacio habitado de un edificio por encima de los niveles típicos de tormentas.
Le Corbusier los usó en una gran variedad de formas, desde postes delgados hasta el gran aspecto brutalista de la Unité d'Habitation de Marsella (1945–1952) con diferentes bases, formas y superficies. Esto era parte de la idea de eficiencia de Le Corbusier, según la cual el terreno, las personas y los edificios trabajarían juntos de manera óptima.